# Bjørn Andersen (calciatore)
Bjørn Andersen (22 dicembre 1936) è un ex calciatore norvegese, di ruolo difensore.

## Carriera

### Club
Andersen giocò per il Lyn Oslo dal 1964 al 1966. Totalizzò 27 presenze nella 1. divisjon, contribuendo al successo finale nel campionato 1964. Giocò 4 incontri anche nelle competizioni europee per club.

## Palmarès

### Club

#### Competizioni nazionali
- Campionato norvegese: 1

Lyn Oslo: 1964